# Raj Kapoor
Pour les articles homonymes, voir Kapoor.
Raj Kapoor, (hindi, devanagari : राज कपूर, ourdou: راج کپور, Rāj Kapūr) de son vrai nom Ranbir Raj Kapoor, (14 décembre 1924 à Peshawar, Inde britannique - 3 juin 1988 à New Delhi, Inde) est l'un des acteurs, producteurs, réalisateurs et scénaristes indiens les plus populaires.

## Biographie
Alors qu'il est âgé d'à peine cinq ans, la famille de Raj Kapoor quitte Peshawar et s'installe à Bombay. Fils de l'acteur Prithviraj Kapoor, il fait ses débuts dans le cinéma comme garçon à tout faire avant de devenir l'assistant de l'acteur et réalisateur Kidar Sharma. Devant la détermination du jeune homme qui accomplit sans rechigner toutes les tâches qui lui sont confiées sur les plateaux, Kidar Sharma lui offre, en 1947, son premier grand rôle dans le film Neel Kamal.
L'année suivante, à l'âge de 24 ans, il crée sa maison de production, R.K. Films et réalise son premier film, Le Feu (hi), dans lequel il tient également un rôle, faisant de lui le plus jeune réalisateur de l'époque. C'est lors de ce tournage qu'il rencontre l'actrice Nargis avec qui il formera l'un des couples les plus populaires du cinéma indien des années 1950.
Mais c'est en 1949, avec les films Andaaz, réalisé par Mehboob Khan, et Barsaat, qu'il réalise et interprète, qu'il accède au statut de vedette incontestée. Passionné de musique, il choisit Lata Mangeshkar pour interpréter les chansons de Barsaat qui connaîtront un succès considérable et la conduiront, elle aussi, au rang de star.
En 1951, il réalise Le Vagabond, une allégorie de l'état d'esprit bon-enfant qui régnait en Inde après l'indépendance et dans lequel il interprète le rôle-titre du vagabond, qui en dépit de l'adversité, reste toujours joyeux. D'ailleurs, la plupart des personnages de ses films sont des héros naïfs et simples, manipulés par une société cruelle et corrompue. Il a toujours veillé à faire du cinéma populaire, capable d'émouvoir l'homme du peuple, ce qui lui a valu le surnom de « Charlie Chaplin indien ». Dans plusieurs de ses films, il fait aussi appel au sentiment patriotique de chacun, joliment illustré dans les paroles d'une de ses chansons :
Mera joota hai Japani (Mes chaussures sont japonaises)
Ye pataloon hai inglistani (Et mon pantalon, anglais)
Sar pe lal topi roosi (Mon chapeau est russe)
Par bhi dil hai hindustani (Mais mon cœur est indien.)
Les chansons de ses films, toujours très attachantes, ont connu un succès considérable, non seulement en Inde, mais aussi dans certains pays d'Afrique, du Moyen-Orient et en ex URSS où ses films triomphaient. Le succès de ses films était souvent dû à un subtil mariage entre la musique et une photographie élaborée. Il n'hésitait pas à utiliser des effets de lumière très contrastés afin d'accentuer les sentiments joués par les acteurs.
En 1970, il réalise un film ambitieux, Mera Naam Joker, qui raconte l'histoire d'un clown malheureux. Malgré des scènes très brillantes, ce film est un échec commercial qui brise Raj Kapoor.
Mais en 1973, il renoue avec le succès en tournant Bobby, une comédie sentimentale dans laquelle de jeunes amoureux se battent contre l'opposition de leur famille, thème omniprésent dans le cinéma indien d'aujourd'hui. Il ouvre aussi la voie à un cinéma plus sensuel où la sexualité est toujours implicite, mettant en scène de superbes actrices filmées dans des poses suggestives.
Souffrant d'un asthme chronique, Raj Kapoor meurt prématurément en 1988, à l'âge de 64 ans. Au moment de sa mort, il travaillait sur Henna (hi), un film mettant en scène une histoire d'amour entre une jeune Pakistanaise et un Indien. C'est son fils Randhir Kapoor qui en terminera la réalisation.
La dynastie Kapoor a encore de beaux jours devant elle car ses trois fils (Randhir, Rishi et Rajeev, trois de ses petits-enfants (Kareena, Karisma et Ranbir)) ainsi que de nombreux neveux et nièces travaillent aujourd'hui à Bollywood.

## Filmographie

### Acteur
- 1935 : Inquilab de Debaki Bose
- 1943 : Hamari Baat de M.I. Dharamsey
- 1943 : Ggauri de Kidar Sharma
- 1946 : Valmiki de Bhalji Pendharkar
- 1947 : Neel Kamal de Kidar Sharma
- 1947 : Jail Yatra de Gajanan Jagirdar
- 1947 : Dil-Ki-Rani de Mohan Sinha
- 1947 : Chittor Vijay de Mohan Sinha
- 1948 : Le Feu (Aag) de Raj Kapoor
- 1948 : Gonipath de Mahesh Kaul et Latika
- 1948 : Amar Prem de N.M. Kelkar
- 1949 : Sunehre Din de Satish Nigam
- 1949 : Parivartan de N.R. Acharya
- 1949 : La Mousson (Barsaat) de Raj Kapoor
- 1949 : Beau Monde (Andaz) de Mehboob Khan
- 1950 : Sargam de P.L. Santoshi
- 1950 : Pyaar de Raj Kapoor
- 1950 : Jan Pahchan de Fali Mistry
- 1950 : Dastan de Abdul Rashid Kardar
- 1950 : Bawre Nain de Kidar Sharma
- 1950 : Banwra de G. Rakesh
- 1951 : Awaara de Raj Kapoor
- 1952 : Bewafa de M.L. Anand
- 1952 : Ashiana de B. Trilochan
- 1952 : Anhonee de Khwaja Ahmad Abbas
- 1952 : Amber de Jayant Desai
- 1953 : Dhoon  de Kumar
- 1953 : Aah de Raja Nawathe
- 1954 : Boot Polish de Prakash Arora
- 1955 : Shree 420 de Raj Kapoor
- 1956 : Jagte Raho de Shanbhu Mitra et Amit Moitra
- 1956 : Chori Chori de Anant Thakur
- 1957 : Sharada (en) de L.V. Prasad
- 1958 : Phil Subha Hogi de Ramesh Saigal
- 1958 : Parvarish de S. Bannerjee
- 1959 : Main Nashe Men Hoon de Naresh Saigal
- 1959 : Kanhaiya de J. Om Prakash
- 1959 : Do Ustad de Tara Harish
- 1959 : Char Dil Char Raahein de Khwaja Ahmad Abbas
- 1959 : Anari de Hrishikesh Mukherjee
- 1960 : Shriman Satyawadi de S.M. Abbas
- 1960 : Jis Desh Men Ganga Behti Hai de Radhu Karmakar
- 1960 : Chhalia de Manmohan Desai
- 1961 : Nazrana de C.V. Sridhar
- 1962 : Ashiq de Hrishikesh Mukherjee
- 1963 : Ek Dil Sau Afsane de R.C. Talwar
- 1963 : Dil Hi To Hai de C.L. Rawal et P.L. Santoshi
- 1964 : Sangam de Raj Kapoor
- 1964 : Dulha Dulhan de Ravindra Dave
- 1966 : Teesri Kasam de Basu Bhattacharya
- 1967 : Diwana de Mahesh Kaul
- 1967 : Duniya Ki Sair de Pachhi
- 1968 : Sapnon Ka Saudagar de Mahesh Kaul
- 1970 : Mera Naam Joker de Raj Kapoor
- 1971 : Kal Aaj Aur Kal de Randhir Kapoor
- 1973 : Mera Desh Mera Dharam de Dara Singh
- 1975 : Dharam Karam de Randhir Kapoor
- 1975 : Do Jasoos de Naresh Kumar
- 1976 : Khaan Dost de Dulal Guha
- 1977 : Chandi Sona de Sanjay Khan
- 1980 : Abdullah de Sanjay Khan
- 1982 : Gopichand Jasoos de Naresh Kumar
- 1982 : Vakil Babu de Asit Sen

### Réalisateur
- 1948 : Le Feu (hi) (Aag)
- 1949 : La Mousson (Barsaat)
- 1951 : Le Vagabond (Awaara)
- 1955 : L'Honnête Vagabond (Shree 420)
- 1964 : Sangam
- 1970 : Mera Naam Joker
- 1973 : Bobby
- 1978 : Satyam Shivam Sundaram
- 1982 : Prem Rog (hi)
- 1985 : Ram Teri Ganga Maili (hi)
- 1991 : Henna (hi)